# Rhynchanthrax nigrofimbriata
Rhynchanthrax nigrofimbriata är en tvåvingeart som först beskrevs av Samuel Wendell Williston  1901.  Rhynchanthrax nigrofimbriata ingår i släktet Rhynchanthrax och familjen svävflugor. Inga underarter finns listade i Catalogue of Life.